# Jane Fortune
Jane Fortune (Indianapolis, 9 agosto 1942 – Indianapolis, 23 settembre 2018) è stata una storica dell'arte, giornalista e filantropa statunitense.

## Biografia
Collaborò al giornale fiorentino,  in lingua inglese, "Toscana", in cui scrisse su argomenti d'arte sin dalla sua fondazione nel 2005. I suoi interventi nella sezione Mosaici (2005-2008), sono stati poi raccolti nel volume To Florence con amore
I suoi successivi scritti sono focalizzati sul recupero e la valorizzazione delle donne artiste. Il suo volume Invisible Women  (2009) illustra le opere di pittrici che hanno lavorato a Firenze e le cui opere necessitano di interventi di reastauro. Nel 2009 il libro venne presentato agli Uffizi. Nel 2012 Jane Fortune, assieme a Linda Falcone, pubblicò una guida illustrante la localizzazione delle donne artiste nei musei e nelle gallerie fiorentine.

## Restauro di opere di artiste fiorentine
Nel 2005 fondò l'organizzazione no profit The Florence Committee of the National Museum for Women in the Arts,  che l'anno dopo finanziò il restauro del Compianto sul Cristo morto di Suor Plautilla Nelli, la prima pittrice fiorentina conosciuta, ora nel Museo San Marco. Nel 2008 finanziò il restauro del Davide e Betsabea della pittrice barocca Artemisia Gentileschi. Per ampliare l'ambito degli interventi fondò nel 2009 l'associazione no profit Advancing Women Artists Foundation (AWA), dedicata alla ricerca, restauro e mostre sulle opere d'arte di donne a Firenze in particolare

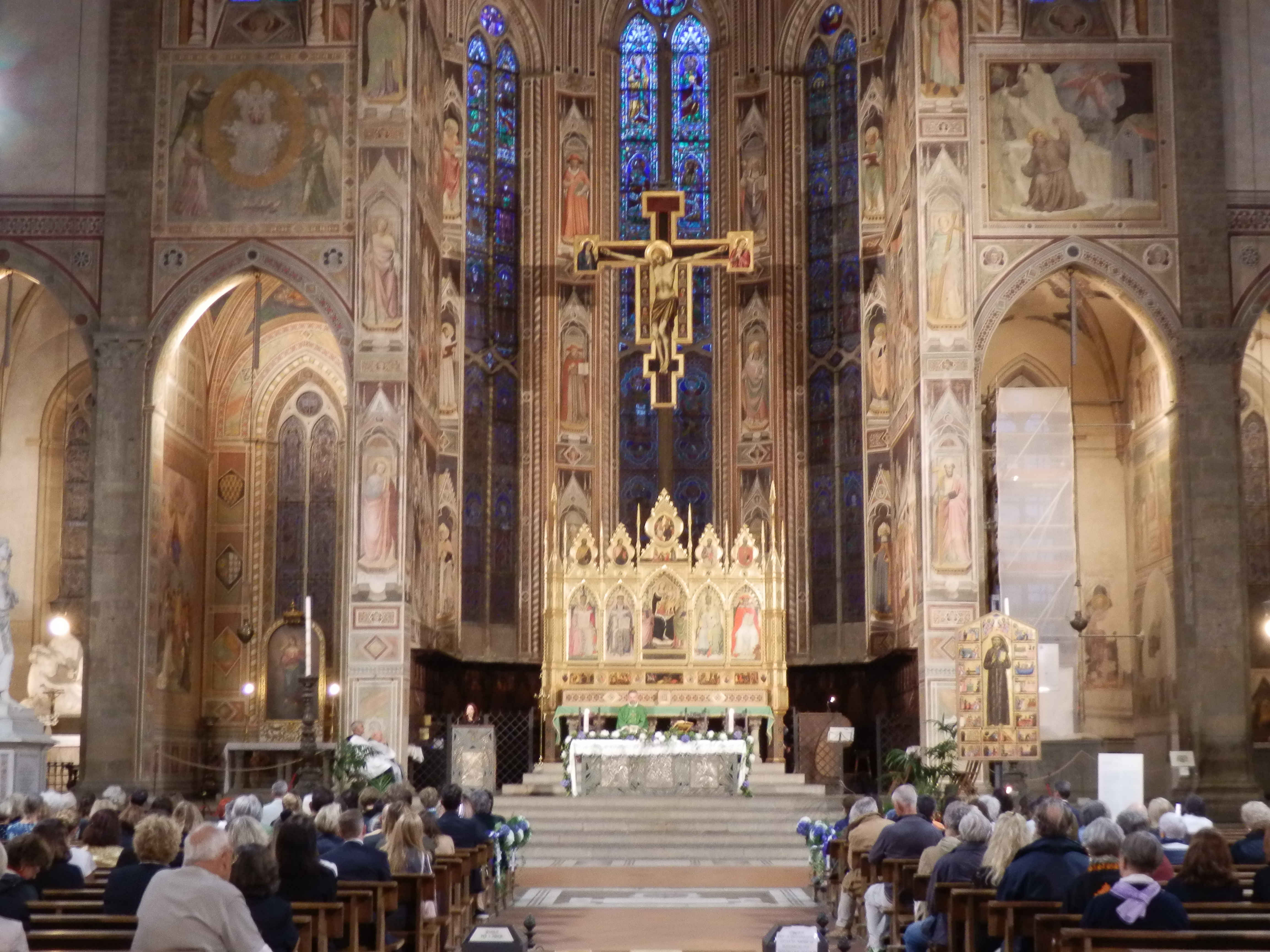
Messa commemorativa per Jane Fortune nella basilica di Santa Croce a Firenze

## Premi e riconoscimenti
- 2010: laurea honoris causa in Lettere dalla Indiana University per la sua attività filantropica in Italia e negli Stati Uniti[8].
- 2013: Tuscan-American Association Award, per il suo contributo alla cultura di Firenze.[9]
- 2016: premio Fiorino d'oro dal Comune di Firenze.[10]

## Opere
- The Restoration of Lamentation with Saints. Jane Fortune, Rossella Lari and Magnolia Scudieri.2006. Arte Media Studio, Florence, Italy (Documentary - DVD).
- To Florence, Con Amore: 77 Ways to Love the City. Jane Fortune. 2007. Florence: The Florentine Press.
- Artemisia: The Restoration of a Masterpiece. Cristina Acidini, Jane Fortune, Lucia Meoni and Serena Padovani. 2008. Sillabe: Florence, Italy.
- David and Bathsheba, The Restoration by Linda Falcone, Jane Fortune and Serena Padovani. 2008. Art Media Studio, Florence, Italy (Documentary - DVD).
- Invisible Women: Forgotten Artists of Florence. Jane Fortune. 2009. Florence, Italy: The Florentine Press.
- Continuing the Commitment: A Tribute to Suor Plautilla Nelli by Jane Fortune in Orate Pro Pictora: Pray for the Paintress. 2009. The Florentine Press, Florence, Italy.
- To Florence, Con Amore: 90 Ways to Love the City. Jane, Fortune. 2010. Florence, Italy: The Florentine Press.
- Rediscovering Florence’s Native-born Female Artists in Irene Parenti Duclos: A Work Restored—An Artist Revealed. Linda Falcone, ed. 2011. Florence: The Florentine Press.
- Art by Women in Florence: A Guide through Five Hundred Years. Jane Fortune and Linda Falcone, 2012. Florence: The Florentine Press.
- Félicie de Fauveau: Artistic Passion and Political Exile. Jane Fortune, 2013. In Santa Croce in Pink: Untold Stories of Women and their Monuments, Linda Falcone (Ed.) Florence: Artecelata, pgs. 55-58.